# Омарі Форсон
Ома́рі На́тан Фо́рсон (англ. Omari Nathan Forson; нар. 20 липня 2004) — англійський футболіст, півзахисник італійського клубу «Монца».

## Клубна кар'єра

### «Манчестер Юнайтед»
Займався футболом в академіях клубів «Вест Гем Юнайтед» і «Тоттенгем Готспур», а в січні 2019 року приєднався до структури «Манчестер Юнайтед». В серпні 2021 року підписав свій перший професіональний контракт з «Манчестер Юнайтед».
В сезоні 2021–22 в складі команди «Манчестер Юнайтед» (до 18 років) виграв Молодіжний кубок Англії.
Дебютував в основному складі «Манчестер Юнайтед» 8 січня 2024 року, вийшовши на заміну Маркусу Рашфорду в матчі Кубка Англії проти клубу «Віган Атлетік». 1 лютого 2024 року дебютував в Прем'єр-лізі, вийшовши на заміну Расмусу Гойлунну в матчі проти «Вулвергемптон Вондерерз». 24 лютого вперше вийшов у стартовому складі за «Манчестер Юнайтед» в матчі Прем'єр-ліги проти «Фулгема». Всього у своєму дебютному сезоні 2023–24 провів 7 матчів за першу команду «Манчестер Юнайтед».

### «Монца»
11 червня 2024 року перейшов на правах вільного агента в клуб італійської Серії А «Монца», уклавши контракт до червня 2028 року. 22 вересня 2024 року дебютував за «Монцу» в матчі Серії А проти «Болоньї», вийшовши на заміну Даніелю Мальдіні.

## Кар'єра в збірній
Виступав за збірні Англії до 15, до 16 і до 19 років. З 2023 року викликається до збірної Англії до 20 років.

## Особисте життя
Народився в Гаммерсміт (район Лондона) в родині ганців.

## Статистика виступів
Станом на 27 квітня 2025 
| Клуб              | Сезон             | Чемпіонат         | Чемпіонат | Чемпіонат | Кубок | Кубок | Кубок ліги | Кубок ліги | Єврокубки | Єврокубки | Інші  | Інші | Всього | Всього |
| Клуб              | Сезон             | Дивізіон          | Матчі     | Голи      | Матчі | Голи  | Матчі      | Голи       | Матчі     | Голи      | Матчі | Голи | Матчі  | Голи   |
| ----------------- | ----------------- | ----------------- | --------- | --------- | ----- | ----- | ---------- | ---------- | --------- | --------- | ----- | ---- | ------ | ------ |
| Манчестер Юнайтед | 2023–24           | Прем'єр-ліга      | 4         | 0         | 3     | 0     | 0          | 0          | 0         | 0         | 0     | 0    | 7      | 0      |
| Монца             | 2024–25           | Серія А           | 5         | 0         | 2     | 0     | —          | —          | —         | —         | —     | —    | 7      | 0      |
| Всього за кар'єру | Всього за кар'єру | Всього за кар'єру | 9         | 0         | 5     | 0     | 0          | 0          | 0         | 0         | 0     | 0    | 14     | 0      |

## Досягнення
«Манчестер Юнайтед»
- Володар Кубка Англії: 2023–24[15]
- Володар Молодіжного Кубка Англії: 2021–22